# Forest Stewardship Council
Pour les articles homonymes, voir FSC.
 (septembre 2009).
Si vous disposez d'ouvrages ou d'articles de référence ou si vous connaissez des sites web de qualité traitant du thème abordé ici, merci de compléter l'article en donnant les références utiles à sa vérifiabilité et en les liant à la section « Notes et références ».
Le Forest Stewardship Council (FSC, en français : « Conseil de Soutien de la forêt ») est une ONG internationale dont la mission est de promouvoir une gestion écologique, sociale et économique des forêts.
Le FSC, qui est considéré comme un écolabel, mais aussi comme un label socio-environnemental, met à disposition des utilisateurs des outils en faveur d’une gestion responsable des forêts.
Les critiques du label sont fréquentes.

## Nature du FSC
Le FSC (Forest Stewardship Council en anglais, traduit par « Conseil de Soutien de la forêt » en français) est une organisation non gouvernementale internationale et à but non lucratif créée en 1993 au Canada. Les membres du FSC sont des organisations écologistes et humanitaires (WWF, Greenpeace, etc.), des communautés autochtones, des propriétaires forestiers, des industriels dans le secteur du bois, entre autres.
Organisme international, le FSC se décline dans chaque pays en bureaux nationaux.

## Historique
Préoccupé par l’accélération de la déforestation, la dégradation de l'environnement et l'exclusion sociale, un groupe d'utilisateurs de bois, de commerçants et de représentants d’ONG environnementales et de représentants de droits sociaux se sont rencontrés en Californie en 1990. Ce groupe diversifié a souligné la nécessité d'un système qui pourrait identifier de manière crédible les forêts bien gérées comme étant des sources véritables de bois responsable. Le concept de FSC et son nom ont été inventés lors de cette réunion.
Le Sommet de la Terre (Conférence des Nations unies sur l'environnement et le développement), qui a lieu à Rio de Janeiro en 1992 a fait émerger l'Agenda 21 .
Après des consultations intensives dans dix pays pour soutenir l'idée d'un système de certification international, l'Assemblée fondatrice de FSC a eu lieu à Toronto, au Canada en 1993.
Le premier Secrétariat FSC se trouvait à Oaxaca, au Mexique et le FSC a été créé en tant qu'entité juridique au Mexique en février 1994. Le Secrétariat FSC a depuis été transféré à Bonn, en Allemagne en 2003.
Depuis leur création, le nombre de certificats de « gestion forestière » et de « chaîne de contrôle » délivrés ont augmenté de façon exponentielle.
De 2012 à 2015 les principes et critères du label ont été ré-analysés et mis à jour dont pour renforcer la crédibilité de la norme FSC, dont l'application varie selon chaque pays.
En mai 2017, un « Référentiel de gestion forestière responsable adapté pour la France métropolitaine » a été publié. C'est le nouveau cadre de certification d'unités de gestion forestières, avec possibilité de certification de groupe. Ce référentiel est révisé tous les 5 ans, afin notamment de refléter les évolutions, tant climatiques et sociétales, et une version actualisée entrera donc en vigueur en 2023.
En 2019, le Cirad prend acte que les nouveaux standards (de 2015) visent à « réduire  le  plus possible  la  marge  d’interprétation  pendant  les audits  de  certification ». Il engage FSC à ne plus accepter « la récurrence des mêmes non-conformités, même mineures. Alors  que  le  Gabon a  annoncé  en  septembre  2018  l’obligation  de la certification FSC pour attribuer ou maintenir les  concessions  forestières  à  partir  de  2020,  il  est  important  de  réduire  les  fragilités  existantes de cette certification », précise-t-il en s'appuyant notamment sur l'exemple des forêts brésiliennes, indonésiennes et du bassin du Congo (3 points chauds de biodiversité).

## FSC en France
L’association FSC France, ou Conseil de Soutien de la Forêt est le bureau national français. Le FSC France, relevant d'une association loi de 1901, a été créée en 2006.

## Objectif
À l'échelle mondiale, FSC veut « promouvoir la gestion responsable des forêts mondiales », c'est-à-dire une gestion écologiquement appropriée, socialement bénéfique et économiquement viable, permettant de répondre aux besoins des générations actuelles et futures. Il vise une gestion forestière écologiquement appropriée, garantissant que la récolte des produits ligneux et non ligneux maintient la biodiversité de la forêt, la productivité, la fonctionnalité des écosystèmes et la préservation des services écosystémiques.
FSC encourage les entreprises et les collectivités à « concevoir et mettre en œuvre une politique d’achats bois responsable » notamment pour les bois tropicaux . Le WWF a prévu la mise en place (durant le premier trimestre 2015) d'un outil dénommé « baromètre bois », pour les collectivités publiques, sur le modèle du PAP50).

## Gouvernance
FSC fonctionne selon trois niveaux décisionnels. Premièrement, l’Assemblée générale des membres de FSC est la plus haute instance de décision de l’organisation. Les membres qui la composent sont répartis en trois chambres : environnementale, sociale et économique. Le but de ce mode de fonctionnement est de maintenir un équilibre de vote entre les différents intérêts sans avoir à limiter le nombre de membres. Deuxièmement, le Conseil d'administration représente les membres du FSC. Il est constitué de membres provenant de chacune des chambres et élus pour une période de 3 ans. Enfin, une équipe exécutive qui met en application les décisions prises par l'Assemblée Générale et le Conseil d'Administration et gère FSC au quotidien.
FSC est une organisation ouverte : toute organisation ou individu intéressé par la gestion forestière peut faire partie d'un des trois collèges. Cependant, le FSC étant une organisation non gouvernementale (ONG), les gouvernements ou leurs représentants ne peuvent y adhérer.
L'Assemblée générale (AG) de FSC se réunit tous les trois ans. C'est l'organe de décision suprême de FSC ; elle fixe les grandes orientations politiques de FSC. Chaque membre peut apporter sa contribution à FSC en élaborant et en votant des motions lors de l'AG. Les votes sont équilibrés au sein de l'AG : chaque collège dispose d'un tiers du poids des votes, quel que soit le nombre de membres par collèges. Le système de gouvernance de FSC permet également de préserver un équilibre entre les représentants des pays du nord et du sud : dans chaque chambre, le poids des représentants du sud doit représenter 50 % des votes quel que soit le nombre de participants de la chambre ; les catégories Nord et Sud sont fixées en fonction de critères de revenu par habitant tels que définis par l'ONU. Les votes des membres individuels sont également pondérés : dans chaque chambre, la somme des votes des individus représente 10 % du poids des votes.
FSC se décline également en initiatives nationales fondées sur un système de gouvernance similaire. Toutefois, au niveau national, les représentants des gouvernements ou des administrations (collectivités locales, organismes publics ou parapublics chargés des forêts, instituts de recherche publics...) peuvent adhérer aux initiatives nationales.

## Fonctionnement
FSC est une assemblée d'acteurs provenant d'horizons différents, intéressés par les questions forestières, qui produit des référentiels (ou standards). En 1994, FSC a ainsi publié une série de 10 principes de bonne gestion forestière subdivisés en une soixantaine de critères, valables pour tous les types de forêts, qui servent de référence à l'élaboration de référentiels de gestion forestière, déclinés à l'échelle nationale en indicateurs nationaux (ou par grande région), à ensuite appliquer et évaluer au niveau de l'unité de gestion forestière. Lorsque des initiatives nationales existent, des groupes de travail nationaux FSC élaborent des référentiels normatifs nationaux en adaptant les principes et critères de FSC aux contextes locaux, sous le contrôle du FSC international. Toutefois, FSC n'est pas implanté dans tous les pays et certaines initiatives nationales n'ont pas encore établi leurs propres référentiels de gestion forestière. Dans ce cas, ce sont des organes de certification tierce partie, dûment accrédités, qui sont chargés d'adapter les référentiels normatifs au contexte local, sous le contrôle de FSC International. FSC International a confié la mission d'accréditation des organes de certification qui doivent être indépendants et impartiaux à une organisation d'accréditation internationale, Accreditation Services International (ASI).
En 2015, une nouvelle version  5-2 (2015)  du  standard  FSC  conserve 10  principes, déclinés en 70  critères. Un principe peut inclure plusieurs critères, et un critère se base sur plusieurs indicateurs (qui pour leur nombre et leur nature peuvent différer selon le type de forêt et donc selon les pays).
Chaque indicateur est lié à un critère lui même lié à un principe donné, ce qui se traduit par une numérotation à trois chiffres (ex : au Brésil, la gestion  des  forêts  naturelles est l’indicateur P6.C3.I4 (c'est-à-dire le 4e Indicateur du 3e critère concernant le Principe n° 6) et il impose dans chaque unité  de  gestion  certifiée, des programmes de récupération des aires dégradées.
La notion de gestion forestière ne se limite pas à la forêt commerciale. Une haie, un bocage, une réserve naturelle ou un parc urbain, sans vocation commerciale, pourraient obtenir une certification FSC s’ils en respectent les principes et critères et s’ils suivent la procédure d’audit et de certification.

## Chaîne de traçabilité

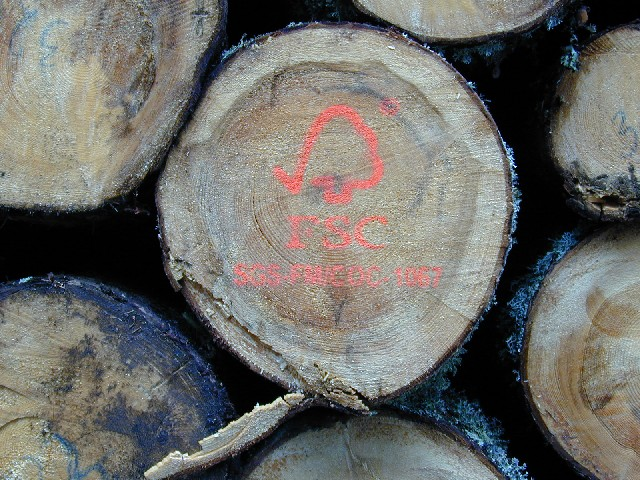
Bois certifié de la Forêt-Noire

FSC International développe deux types de certifications : la certification de la gestion forestière et la certification de la chaîne de contrôle (ou chaîne de traçabilité). Cette dernière est destinée à contrôler le bois provenant de forêts certifiées tout au long de la chaîne d'approvisionnement, de l’amont (l’unité de gestion de la forêt certifiée) jusqu’au client final en passant par toutes les étapes de la production et de la transformation et éventuellement du recyclage de déchets bois-papier. Ainsi, un produit fini ne peut disposer du logo FSC qu’à partir du moment où il a été contrôlé  par un organisme de certification indépendant et accrédité par le FSC à toutes les étapes de la filière.
Il existe trois types de certificats de chaîne de contrôle, il existe un certificat de chaîne de contrôle unique, un deuxième certificat de chaîne de contrôle multi-sites et enfin un certificat de groupe.

## Les dix principes du FSC
Les critères du FSC, s'appliquent à tous les types de forêts et à toutes les activités incluses dans le champ d'application du certificat, reposent sur dix principes. Les principes et les critères sont définis au niveau international, et déclinés à l’échelle nationale en indicateurs applicables sur le terrain.
Les dix principes sont les suivants  :
- respect des lois en vigueur ainsi que de tous les traités internationaux dont ce pays est signataire ;
- respect de la sécurité foncière ;
- respect du droit des populations autochtones ;
- prise en compte du bien-être social et économique sur le long terme ;
- assurance de la viabilité économique ;
- respect des contraintes écologiques ;
- respect du plan d’aménagement ;
- assurance d'un suivi ;
- maintien des forêts à haute valeur pour la conservation ;
- assurance que les plantations viennent compléter l'existant et non le remplacer[24],[25],[26].

## Certification groupée
Les petits propriétaires et les propriétaires communautaires qui sont qualifiés de petits de par la taille de l’exploitation ou par leur faible intensité de récolte peuvent former un groupe (ou créer un sous-groupe dans leur groupe existant). La création d’un groupement leur permet de réduire encore plus leurs coûts de certification.
La certification de groupe  permet à plusieurs propriétaires forestiers de se regrouper sous un seul certificat FSC géré par un responsable de groupe. Les membres du groupe partagent entre eux les coûts de certification. La certification de groupe réduit le coût et la charge de travail pour chaque membre du groupe lié à la réalisation et à la tenue d'un certificat FSC. Le nombre de membres du groupe n'est pas limité, mais le groupe doit être géré efficacement et fonctionner selon les règles de FSC.

### Dirigeant de groupe, chef de groupe
Les propriétaires forestiers doivent choisir un responsable de groupe qui aura la responsabilité principale de veiller à ce que la gestion forestière des membres du groupe respecte les exigences du FSC pour la certification et doit rendre compte à l'auditeur de leur suivi interne. Le gestionnaire de groupe aura généralement les responsabilités suivantes  : de la demande  de la certification de groupe auprès d’un organisme certificateur au suivi.

### Les membres du groupe
Les membres du groupe ont également certaines responsabilités. On leur demande de :
- Gérer leurs forêts selon les exigences de FSC
- Accepter les règles du schéma de groupe
- Confirmer que le gestionnaire de groupe demandera un certificat FSC en son nom au moyen d'un contrat avec le responsable du groupe.

Un guide pour la certification de groupe adapté au contexte français a été développé par FSC France.

## Certifications de forêts ayant d'autres priorités que la production sylvicole
Le FSC disposant d'un volet social et économique très développé, il peut également intéresser des forêts communales ou régionales dont le premier objectif n'est pas la production de bois, avec par exemple en France le cas des forêts régionales publiques d'Île-de-France, dont l'Agence des espaces verts d'Île-de-France assurent la gestion, certifiées FSC début juillet 2014 .

## Critiques
Les critiques du FSC sont fréquentes,,.
À ses débuts, il a été reproché à FSC que, pour les petites parcelles, le coût de certification par hectare est plus élevé pour le FSC que pour d'autres labels, ce qui pourrait « favoriser » les grandes propriétés forestières ou les propriétaires riches au détriment des petits propriétaires et de la foresterie familiale. Le FSC a proposé une solution dès le milieu des années 1990 : la certification groupée, permettant à un groupe de petits propriétaires de mutualiser les frais de certification en diminuant les coûts, surtout s'ils sont partagés entre un grand nombre de propriétaires sur un même massif ou dans une région homogène du point de vue sylvicole). Cette certification est réservée aux entreprises de moins de 16 employés (sans limitation de chiffre d’affaires) ou de moins de 25 employés, avec un chiffre d'affaires inférieur à 1 million d'euros par an. Par ailleurs, une certification multi-site permet à un propriétaire ou une entreprise de certifier plusieurs sites dans la même procédure.
Pour expliquer un recul du nombre de certifications FSC par rapport à deux autres labels, dont le SFI qui a progressé plus rapidement, un média de l'industrie forestière canadienne a estimé que le FSC multiplie les normes contraignantes et agit davantage comme un organisme de règlementation que comme un organisme de normalisation et de certification (ce qui rend le SFI plus facile à obtenir).

### Affaire des produits forestiers canadiensRésolu
Au Québec, fin 2015 a éclaté ce qu'il est convenu d'appeler l'affaire « Résolu » du nom de Produits forestiers Résolu, la plus grande entreprise forestière du Canada. L'affaire prend sa source fin 2013 quand la société perd pour un an la certification FSC sur trois territoires représentant près de la moitié des surfaces exploitées au Canada. La demande de FSC est liée à la protection du territoire traditionnel de communautés autochtones au Québec et également du caribou, une espèce protégée et dont les troupeaux restant sont peu nombreux, en état critique et très vulnérables. En 2014, alors que les SFI lui sont renouvelés, Résolu n'obtient pas l'agrément FSC. En 2015, Résolu porte donc l'affaire devant les tribunaux, arguant que l'équipe certificatrice comprenait un membre acquis à la cause de Greenpeace, nuisant à l'indépendance de la décision ; l'entreprise obtient que lui soit rendue la norme pour la zone du territoire ontarien de la forêt Black Spruce / Dog River (en)-Matawin, sans qu'elle ait à modifier ses pratiques forestières. FSC a dû abandonner la médiation avec Résolu en février 2016. Résolu dénonce dans l'intervalle de nouvelles normes que souhaite introduire Greenpeace pour les labels FSC, qu'elle n'envisage pas de solliciter pour les exploitations futures. Greenpeace met de la pression sur l'entreprise afin qu'elle applique les normes FSC, comme l'exige la certification, elle-même exigée par les consommateurs et les clients de l'entreprise forestière.
En 2018, Greenpeace a mis fin à son adhésion à la certification FSC, bien qu'elle en soit un membre fondateur.

### Mises en cause de l'efficacité des labels
Dans les années 2000, rapporte The Ecologist, plusieurs organisations non gouvernementales tels le FERN et le Mouvement mondial pour les forêts tropicales mettent en cause les labels FSC : elles dénoncent le fait que des plantations (à distinguer des forêts à la plus grande naturalité) soient labellisées FSC et considérées comme « durables » alors qu'elles portent atteinte pour certaines aux droits et à l'environnement des populations locales ; la section britannique de l'ONG Les Amis de la Terre déconseille quant à elle le label.
En mars 2018, l'organisation Greenpeace quitte FSC (qu'elle a participé à fonder) : si elle estime qu'une mise en œuvre efficace du label « 100% FSC » permet de protéger les droits des populations et de gérer durablement les forêts, l'ONG considère que le label n'est plus suffisant face aux menaces qui pèsent sur ces dernières et que la « performance de sa mise en œuvre […] est particulièrement faible dans certaines régions à haut risque » (notamment dans les régions où la corruption est forte), en particulier s'agissant du label « Bois Contrôlé FSC » (FSC Mix ou FSC controlled wood). L'association réclame plus de transparence quant aux audits censés garantir le respect des normes des labels FSC et quant à la traçabilité du bois labellisé,,.
En juillet de la même année, les résultats d'une étude de l'université du Maryland présentés à l'université d'Oxford concluent sur la base de nouvelles analyses satellites à une accélération du rythme de disparition des paysages forestiers intacts (les zones boisées n'ayant pas subi d'altération ni de morcellement par l'homme telles que construction de routes, déboisage, coupes…) ; Peter Potapov, qui a dirigé l'étude, estime que le FSC n'est « pas un outil pour leur protection » et critique l'efficacité du label,,.
En octobre 2018, le documentaire allemand Forêts labellisées, arbres protégés ?, diffusé sur Arte, critique vivement l'efficacité des labels FSC, concluant que « l'écolabel n'a pas réussi à freiner l'industrie du bois », conduisant à la poursuite de la déforestation. Il donne notamment la parole à des chercheurs de l'université du Maryland (Matthew Hansen et Peter Potapov) et de l'université fédérale du Minas Gerais (Klemens Laschefski), à des membres de l'Environmental Investigation Agency (en) et de Greenpeace, au directeur (Simon Counsell) de la Rainforest Foundation Royaume-Uni qui a participé à la fondation du FSC, ainsi qu'à des populations locales. Le reportage aborde plusieurs sujets :
- les conflits en République démocratique du Congo entre Pygmées et entreprises forestières engagées depuis 2012[47] dans un processus de labellisation FSC (un an après le reportage, aucun des certificats étudiés n'avait été accordé en RDC[48]), les premiers, sédentarisés dans des camps en échange de promesses d'embauche qui n'ont jamais pu être concrétisées, se voyant interdire par des gardes armés de chasser et de cultiver au nom de la sauvegarde de la forêt;
- le trafic du bois illégal du Cambodge vers le Viêt Nam, bois pourtant parfois labellisé FSC selon l'EIA;
- les conflits fonciers entre les populations locales et l'entreprise Veracel (labellisée FSC) au Brésil et les conséquences environnementales de la monoculture d'eucalyptus dans ces plantations;
- la falsification de documents nécessaires à la traçabilité du bois au Pérou;
- les coupes rases dans la forêt boréale de Suède qui fournissent notamment l'entreprise Ikea[49].

### Vidéos
- Ladwig M et Reutter T (2018) Forêts labellisées, arbres protégés ? ; ARTE (bande annonce)
- Marianne Kerfriden, Xavier Deleu, « Ikea, le seigneur des forêts » [vidéo], sur arte.tv/fr, 2023 (consulté le 21 février 2024), enquête sur le plus gros consommateur de bois au monde, et ses pratiques d'exploitation forestière malgré la labelisation FSC recherchée et mise en avant.